# Fjällgöl (Misterhults socken, Småland)
Fjällgöl är en sjö i Oskarshamns kommun i Småland och ingår i Marströmmen-Viråns kustområde. Sjöns area är 0,023 kvadratkilometer och den är belägen 25 meter över havet.